# Turkmeense parlementsverkiezingen 2004
De Turkmeense parlementsverkiezingen 2004 vonden op 19 december van dat jaar plaats. Op 9 januari 2005 vond een tweede ronde plaats.
In totaal streden 131 kandidaten voor de 50 zetels in de Mejlis (parlement). De vijftig verkozenen behoorden allemaal tot de Democratische Partij van Turkmenistan (TDP), de partij van president Saparmurat Niazov (1940-2005), aan de macht sinds de onafhankelijkheid in 1991. De opkomst was met 77% aanzienlijk lager dan bij voorgaande parlementsverkiezingen.

## Uitslag
| Partij                          | Partij                                | Zetels    | %      | +/-     |
| ------------------------------- | ------------------------------------- | --------- | ------ | ------- |
|                                 | Democratische Partij van Turkmenistan | 50        | —      | Stabiel |
| Totaal                          | Totaal                                | 50        | 100%   | Stabiel |
| Geregistreerde kiezers/ opkomst | Geregistreerde kiezers/ opkomst       | 1.915.000 | 76,88% |         |
| Bron: IPU                       |                                       |           |        |         |